# جادي يوركر
جادي يوركر (بالإنجليزية: Jade Yorker) هو ممثل أمريكي، ولد في 16 يونيو 1985 بنيوجيرسي في الولايات المتحدة.

## أعمال

### أفلام
- (1998) حصل على لعبة[2]
- (2017) ديترويت

## وصلات خارجية
- جادي يوركر على موقع IMDb (الإنجليزية)
- جادي يوركر على موقع ألو سيني (الفرنسية)
- جادي يوركر على موقع أول موفي (الإنجليزية)
- جادي يوركر على موقع قاعدة بيانات الأفلام السويدية (السويدية)
- جادي يوركر على موقع قاعدة بيانات الفيلم (الإنجليزية)
- جادي يوركر على موقع كينوبويسك (الروسية)